# NFDI4ING
NFDI4ING ist das Konsortium für die Ingenieurwissenschaften in der Nationalen Forschungsdateninfrastruktur (NFDI). NFDI4ING arbeitet an Methoden, Standards und Diensten, um Forschungsdaten aus dem Ingenieurwesen „FAIR“ zu machen, also „auffindbar, zugänglich, interoperabel und nachnutzbar“.

## Ziele
NFDI4ING ist aktiv im NFDI e.V. und arbeitet eng mit den anderen NFDI-Konsortien zusammen. Die Kernziele von NFDI4ING sind:
- Förderung von Bildung in Datenkompetenz möglichst von Beginn der Ausbildung bis in die Wissenschaftskarriere
- Entwicklung und Erprobung eines Governance-Konzepts für den Umgang mit Forschungsdaten in und aus dem Ingenieurwesen
- Sicherstellung einer breiten Verfügbarkeit von Technologien und Services für maschinenlesbare Daten und deren Metadaten

## Aufgabenbereiche und Services
Die Ingenieurwissenschaften sind vielfältig und reichen von Forschungsfeldern wie der Architektur und dem Bauwesen, über die Elektro- und Systemtechnik, bis zur Verfahrenstechnik und der technischen Chemie. Eine zentrale Aufgabe von NFDI4ING ist es, die große Vielfalt ingenieurwissenschaftlicher Forschungsansätze und -methoden in einer begrenzten Anzahl gemeinsamer Standards und Herangehensweisen an Forschungsdatenmanagement (FDM) zu konsolidieren. Ein hoher Anteil an Drittmittelprojekten und die Nähe zur Industrie stellen dabei besondere Herausforderungen an das ingenieurwissenschaftliche Forschungsdatenmanagement.
Das Konsortium entwickelt Dienste und Materialien, die alle Ingenieurwissenschaftler beim Forschungsdatenmanagement unterstützen sollen. NFDI4ING fördert ing.grid, ein Open Access Journal für FAIRes Datenmanagement in den Ingenieurwissenschaften.

## Geschichte
Nach der Förderempfehlung der DFG vom 18. Mai 2020 und der darauffolgenden positiven Entscheidung der Gemeinsamen Wissenschaftskonferenz vom 26. Juni 2020 ist NFDI4ING eines von neun Konsortien aus der ersten Antragsrunde der Nationalen Forschungsdateninfrastruktur (NFDI). Das Konsortium NFDI4ING hat seinen Förderantrag auf Zenodo veröffentlicht. NFDI4ING wird auch in einer zweiten Förderperiode ab 10/2025 gefördert. Die Sprecherschaft geht dann auf die TU Darmstadt und Prof. Peter Pelz über.

## Daten und Zahlen zum Konsortium
Liste (mit-)antragstellender Institutionen:
- RWTH Aachen (Anstragsstelle Einrichtung bis 09/2025)
- Bundesanstalt für Materialforschung und -prüfung (ab 10/2025)
- Technische Universität Braunschweig
- Technische Universität Clausthal (ab 10/2025)
- Technische Universität Darmstadt (Anstragsstelle Einrichtung ab 10/2025)
- Technische Universität Dresden (bis 09/2025)
- Deutsches Zentrum für Luft und Raumfahrt e. V. mit dem Standort Köln
- Leibniz Universität Hannover
- Technische Informationsbibliothek (TIB) – Leibniz-Informationszentrum Technik und Naturwissenschaften und Universitätsbibliothek Hannover
- Forschungszentrum Jülich
- Karlsruher Institut für Technologie
- Technische Universität München
- Universität Stuttgart

Hinzu kommen eine Vielzahl weiterer Teilnehmender und beteiligter Einrichtungen („Participants“) aus allen Teilen Deutschlands. Eine vollständige Übersicht der Projektmitglieder gibt es in der Projektdatenbank der Deutschen Forschungsgemeinschaft (GEPRIS).